# 2013년 샤먼 버스 방화

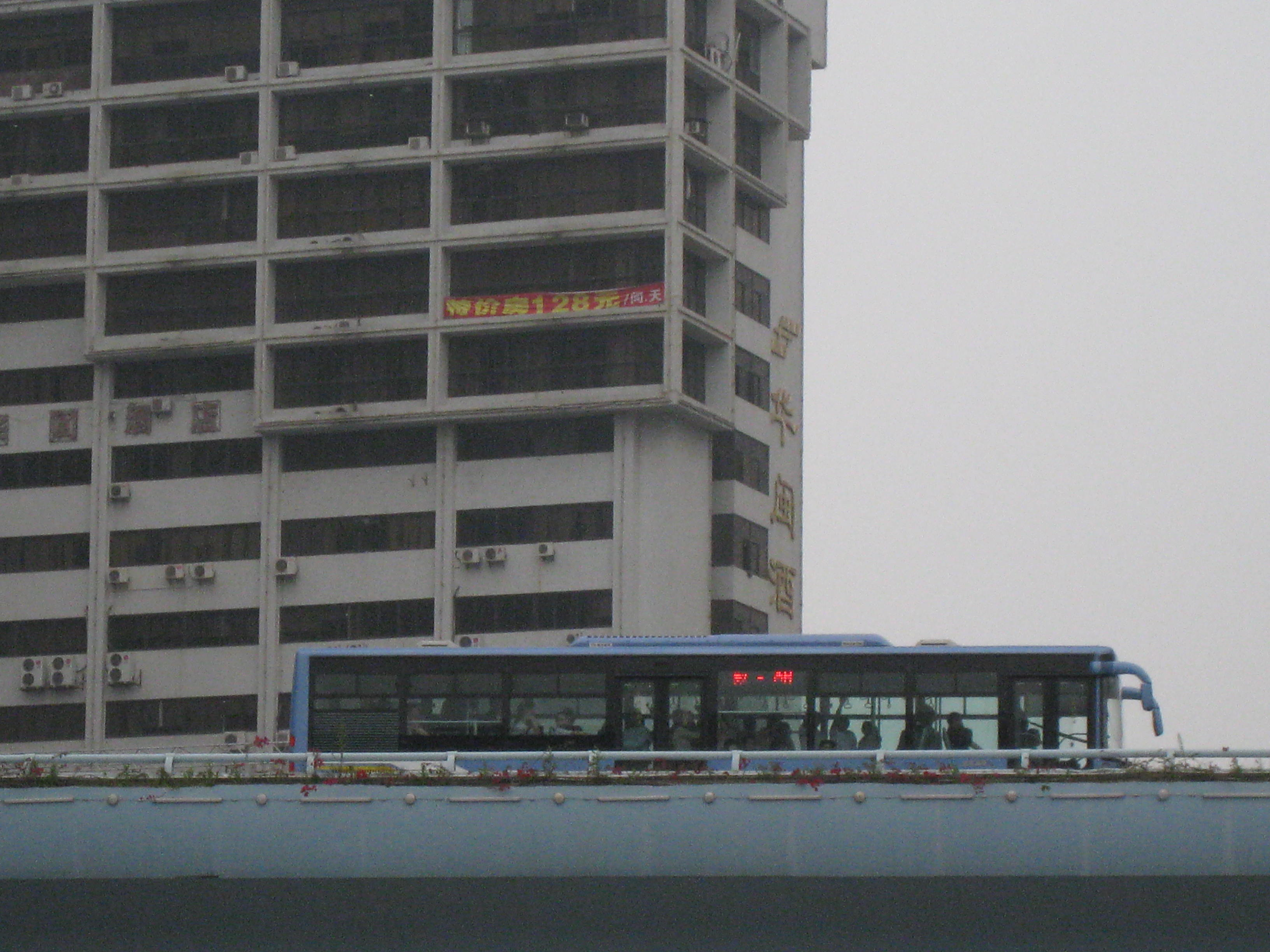

2013년 샤먼 버스 방화는 2013년 6월 7일 중국 푸젠성 샤먼시에서 발생한 버스 방화 사건이다.

## 경과
2013년 6월 7일 오후 6시 반경 버스 고속 수송 시스템 (BRT)이라는 전용 차선을 운행하는 버스는 10m 높이의 육교 위를 달리고 있었다. 갑자기 버스에서 검은 연기가 발생하였고, 화재도 발생하였다.

## 결과
당시 버스 차내는 퇴근길 사람 등이 많았으며, 이 화재로 용의자를 포함한 47명이 사망하고 34명이 부상당했다.

## 조사
현지 경찰에 따르면 버스의 연료는 경유이지만, 현장에서 용의자가 반입한 것으로 보이는 가솔린이 검출되었다. 용의자는 시내에 사는 1954년에 태어난 천수이쭝(陈水总)으로 밝혀졌다.

## 같이 보기
- 청두 시내버스 방화 사건
- 대구 지하철 화재 참사